# Johan Immanuel Billberg
Johan Immanuel Billberg (Visby, 11 de junho de 1799 — Vadstena, 25 de fevereiro de 1845) foi um médico e botânico sueco.
Filho do botânico Gustav Johann Billberg.

## Biografia
Billberg obteve um doutorado em Uppsala em 1821, e um doutorado em medicina em 1827. De 1830 a 1836 foi médico cirurgião adjunto no Instituto Karolinska. Como médico embarcado em navio visitou o norte da Colômbia (incluindo o atual Panamá), obtendo em Cartagena das Índias e Portobelo coleções botânicas, como descrito por Pehr Johan Beurling.